# Fahad Al-Abdulrahman
Fahad Al-Abdulrahman (6 april 1995) is een Qatarees voetballer die bij voorkeur als linksback speelt. Hij wordt door Al-Sadd verhuurd aan KAS Eupen.

## Clubcarrière
Al-Abdulrahman is afkomstig uit de Qatarese Aspire Academy. In het seizoen 2013/14 speelde hij een jaar in de jeugd van KAS Eupen. In 2014 trok hij naar Al-Sadd, dat hem terug verhuurde aan KAS Eupen. In zijn eerste seizoen bij Eupen kwam de vleugelverdediger niet verder dan twee competitieduels. Het seizoen erop speelde hij zestien competitiewedstrijden en hielp hij mee aan de promotie naar eerste klasse. Op 30 juli 2016 debuteerde Al-Abdulrahman in de Jupiler Pro League tegen Zulte Waregem.

## Interlandcarrière
Al-Abdulrahman kwam reeds uit voor meerdere Qatarese nationale jeugdelftallen. In 2016 debuteerde hij in Qatar –23